# Shirayuki. Śnieżka o czerwonych włosach
Shirayuki. Śnieżka o czerwonych włosach (jap. 赤髪の白雪姫 Akagami no Shirayuki-hime) – shōjo-manga autorstwa Soraty Akizuki. Manga początkowo była publikowana w miesięczniku LaLa DX, ale od tego czasu ukazuje się w czasopiśmie LaLa wydawnictwa Hakusensha. Na podstawie powieści powstało anime wyprodukowane przez Warner Entertainment Japan, Hakusensha oraz studio Bones. Było emitowane od 6 lipca do 21 października 2015 roku. Drugi sezon rozpoczął swoją emisję 11 stycznia 2016 roku.
W Polsce manga wydawana jest przez Studio JG.

## Fabuła
Shirayuki jest zwykłą zielarką i obywatelką w królestwie Tanburn, posiada jednak unikalną cechę: swoje piękne czerwone włosy. Jej matka zmarła, a ojciec jest byłym szlachcicem wydalonym z Tanburn. Ze względu na swój nietypowy kolor włosów, jej dziadkowie byli zawsze czujni uważając na to, co robiła i wychowywali ją tak, aby nauczyła się radzić sobie sama i w każdym nowym otoczeniu zawsze była ostrożna. Jej włosy zwróciły jednak uwagę księcia Raji, który zażądał, aby została jego konkubiną. Dziewczyna ścina włosy i ucieka do sąsiedniego królestwa Clarines. Na swojej drodze spotyka i zaprzyjaźnia się z księciem Zen i jego dwoma doradcami. Gdy Zen zostaje otruty jabłkiem przeznaczonym dla niej, Shirayuki z powodzeniem zdobywa antidotum i od tej chwili postanawia towarzyszyć trójce do Clarines. Wkrótce potem Shirayuki zdaje egzamin na pozycję pałacowego farmaceuty. Wykazuje się umiejętnościami, identyfikując i lecząc choroby. Z biegiem historii Shirayuki i Zena łączy uczucie, pomimo różnicy w ich statusie społecznym.

## Bohaterowie
Shirayuki (jap. 白雪)
Seiyū: Saori Hayami 
Zen Wistalia (jap. ゼン・ウィスタリア Zen Wisutaria)
Seiyū: Ryōta Ōsaka 
Mitsuhide Lowen (jap. ミツヒデ・ルーエン Mitsuhide Rōen)
Seiyū: Yūichirō Umehara 
Kiki Seiran (jap. 木々・セイラン)
Seiyū: Kaori Nazuka 
Obi (jap. オビ)
Seiyū: Nobuhiko Okamoto 
Izana Wistalia (jap. イザナ・ウィスタリア Izana Wisutaria)
Seiyū: Akira Ishida 
Markiz Haruka (jap. ハルカ候)
Seiyū: Tomoyuki Shimura 
Garack Gazelt (jap. ガラク・ガゼルト Garaku Gazeruto)
Seiyū: Yūko Kaida 
Ryū (jap. リユウ)
Seiyū: Yūko Sanpei 
Raji Shenazard (jap. ラジ・シェナザード Raji Shenazādo)
Seiyū: Jun Fukuyama 

## Manga
Manga rozpoczęła swoją publikację w 10 sierpnia 2006 roku w miesięczniku LaLa DX i ukazywała się aż do 10 sierpnia 2011 roku, od 24 września ukazuje się w magazynie LaLa. Pierwszy tom tankōbon został wydany przez wydawnictwo Hakusensha w grudniu 2007 roku.
| Nr | Język japoński      | Język japoński         | Język polski         | Język polski           |
| Nr | Data wydania        | ISBN                   | Data wydania         | ISBN                   |
| -- | ------------------- | ---------------------- | -------------------- | ---------------------- |
| 1  | 5 grudnia 2007      | ISBN 978-4-592-18373-0 | 16 października 2018 | ISBN 978-83-8001-356-8 |
| 2  | 5 sierpnia 2008     | ISBN 978-4-592-18374-7 | 4 grudnia 2018       | ISBN 978-83-8001-381-0 |
| 3  | 5 marca 2009        | ISBN 978-4-592-18375-4 | 27 lutego 2019       | ISBN 978-83-8001-392-6 |
| 4  | 4 stycznia 2010     | ISBN 978-4-592-18376-1 | 14 kwietnia 2019     | ISBN 978-83-8001-431-2 |
| 5  | 29 grudnia 2010     | ISBN 978-4-592-18377-8 | 12 czerwca 2019      | ISBN 978-83-8001-448-0 |
| 6  | 5 września 2011     | ISBN 978-4-592-19105-6 | 31 lipca 2019        | ISBN 978-83-8001-462-6 |
| 7  | 5 marca 2012        | ISBN 978-4-592-19437-8 | 11 października 2019 | ISBN 978-83-8001-488-6 |
| 8  | 5 września 2012     | ISBN 978-4-592-19438-5 | 16 grudnia 2019      | ISBN 978-83-8001-506-7 |
| 9  | 5 marca 2013        | ISBN 978-4-592-19439-2 | 3 lutego 2020        | ISBN 978-83-8001-531-9 |
| 10 | 5 lipca 2013        | ISBN 978-4-592-19440-8 | 27 marca 2020        | ISBN 978-83-8001-545-6 |
| 11 | 4 stycznia 2014     | ISBN 978-4-592-19441-5 | 18 czerwca 2020      | ISBN 978-83-8001-580-7 |
| 12 | 3 października 2014 | ISBN 978-4-592-19442-2 | 21 sierpnia 2020     | ISBN 978-83-8001-606-4 |
| 13 | 3 kwietnia 2015     | ISBN 978-4-592-19443-9 | 22 października 2020 | ISBN 978-83-8001-625-5 |
| 14 | 3 lipca 2015        | ISBN 978-4-592-19444-6 | 29 grudnia 2020      | ISBN 978-83-8001-653-8 |
| 15 | 5 stycznia 2016     | ISBN 978-4-592-19445-3 | 28 lutego 2021       | ISBN 978-83-8001-677-4 |
| 16 | 5 sierpnia 2016     | ISBN 978-4-592-19446-0 | 15 maja 2021         | ISBN 978-83-8001-739-9 |
| 17 | 3 marca 2017        | ISBN 978-4-592-18373-0 | 15 lipca 2021        | ISBN 978-83-8001-769-6 |
| 18 | 2 listopada 2017    | ISBN 978-4-592-19448-4 | 15 września 2021     | ISBN 978-83-8001-797-9 |
| 19 | 5 czerwca 2018      | ISBN 978-4-592-19449-1 | 26 listopada 2021    | ISBN 978-83-8001-838-9 |
| 20 | 4 stycznia 2019     | ISBN 978-4-592-19485-9 | 11 lutego 2022       | ISBN 978-83-8001-879-2 |
| 21 | 5 września 2019     | ISBN 978-4-592-22011-4 | 30 kwietnia 2022     | ISBN 978-83-8001-884-6 |
| 22 | 5 marca 2020        | ISBN 978-4-592-22012-1 | 26 sierpnia 2022     | ISBN 978-83-8001-991-1 |
| 23 | 5 kwietnia 2021     | ISBN 978-4-592-22013-8 | 9 grudnia 2022       | ISBN 978-83-8257-068-7 |
| 24 | 4 czerwca 2021      | ISBN 978-4-592-22014-5 | 15 lutego 2023       | ISBN 978-83-8257-088-5 |
| 25 | 2 maja 2022         | ISBN 978-4-59-222015-2 | 14 kwietnia 2023     | ISBN 978-83-8257-100-4 |
| 26 | 5 lipca 2023        | ISBN 978-4-59-222016-9 | —                    |                        |

## Anime
Powstanie adaptacji anime zostało ogłoszone w kwietniowym numerze magazynu LaLa. Anime zostało wyprodukowane przez Warner Entertainment Japan, Hakusensha i studio Bones, które zajęło się animacją. Serial został wyreżyserowany przez Masahiro Andō, ze scenariuszem Deko Akao, a projektem postaci zajęła się Kumiko Takahashi. Pierwszy sezon był emitowany od 6 lipca do 21 października 2015 roku, a drugi od 11 stycznia 2016 roku.

### Sezon 1
| Nr  | Tytuł                                                                                        | Premiera         |
| --- | -------------------------------------------------------------------------------------------- | ---------------- |
| 1   | Deai... Irodzuku unmei (出会い…色づく運命)                                                   | 6 lipca 2015     |
| 2   | Tadoru wa mune no naru hō e (辿るは胸の鳴るほうへ)                                           | 13 lipca 2015    |
| 3   | Yakusoku, kagayaku sonotoki ni (約束、輝くその時に)                                          | 20 lipca 2015    |
| 4   | Mebuki no kyōsōkyoku hibiku, chīsana te (芽吹きの協奏曲響く、小さな手)                       | 27 lipca 2015    |
| 5   | Kono michi wa yokan no kesshō (この道は予感の結晶)                                           | 3 sierpnia 2015  |
| 6   | Imi no senaka (意味の背中)                                                                   | 10 sierpnia 2015 |
| 7   | Kikasete, egao no senritsu (聞かせて、笑顔の旋律)                                            | 17 sierpnia 2015 |
| 8   | Kioku wa kako no ran se o egaite (記憶は過去のらんせを描いて)                                | 24 sierpnia 2015 |
| 9   | Tsunagari todoku omoi (繋がり届く想い)                                                       | 31 sierpnia 2015 |
| 10  | Kokoro aoku, motto fukakimasu (心蒼く、もっと深く)                                           | 7 września 2015  |
| 11  | Deau··· hajimete no iro (出会う···初めての色)                                                | 14 września 2015 |
| 12  | Hajimari no sayōnara (始まりのさようなら)                                                    | 21 września 2015 |
| OVA | Nandemonai takaramono, kono page Nandemonai takaramono, kono pēji (なんでもない宝物、この頁) | 5 stycznia 2016  |

### Sezon 2
| Nr | Tytuł                                                             | Premiera         |
| -- | ----------------------------------------------------------------- | ---------------- |
| 13 | Unmei o tsumugu aka (運命を紡ぐ赤)                                | 11 stycznia 2016 |
| 14 | Mamoru hitomi, susumu hitomi (守る瞳、進む瞳)                     | 18 stycznia 2016 |
| 15 | Mayō wa tomadoi no naka (迷うは戸惑いの中)                        | 25 stycznia 2016 |
| 16 | Sono ichi-po no na wa, henka (その一歩の名は、変化)               | 1 lutego 2016    |
| 17 | Shizuka ni karamaru yoru no joshō (静かに絡まる夜の序章)          | 8 lutego 2016    |
| 18 | Ikutsu mo no ketsui (いくつもの決意)                              | 15 lutego 2016   |
| 19 | Kakugo no nami (覚悟の波)                                         | 22 lutego 2016   |
| 20 | Hohoemi no ondo, taisetsuna basho (微笑みの温度、大切な場所)      | 29 lutego 2016   |
| 21 | Anata to ireba······ (貴方といれば······)                         | 7 marca 2016     |
| 22 | Kimi o uruowa seru no wa ishi no izumi (君を潤わせるのは意志の泉) | 14 marca 2016    |
| 23 | Aru ga yue no saki (あるがゆえの先)                               | 21 marca 2016    |
| 24 | Soshite monogatari, watashi no michi (そして物語、私の道)         | 28 marca 2016    |

### Ścieżka dźwiękowa
| Seria    | Odcinki  | Tytuł                                                             | Wykonawca    | Źródło   |
| Czołówka | Czołówka | Czołówka                                                          | Czołówka     | Czołówka |
| -------- | -------- | ----------------------------------------------------------------- | ------------ | -------- |
| 1        | 1-12     | „Yasashii Kibō” (jap. やさしい希望)                               | Saori Hayami | [ 59 ]   |
| 2        | 1-12     | „Sono koe ga chizu ni naru” (jap. その声が地図になる)             | Saori Hayami | [ 60 ]   |
| Ending   |          |                                                                   |              |          |
| 1        | 1        | „Yasashii Kibō” (jap. やさしい希望)                               | Saori Hayami | [ 59 ]   |
| 1        | 2-12     | „Kizuna ni nosete” (jap. 絆にのせて)                              | eyelis       | [ 61 ]   |
| 2        | 1-12     | „Page ~Kimi to tsuzuru monogatari~” (jap. ページ～君と綴る物語～) | eyelis       |          |